# Marius Sturza
Marius Sturza (n. 26 august 1876, Șepreuș, Arad – d. 26 iulie 1954, Cluj-Napoca), a fost un medic român, membru de onoare al Academiei Române.
A fost profesor de balneologie la universitățile din Cluj și din București. A înființat, la Viena, sanatoriul „Wällischhof”, unde a introdus tratamentul climato-dietetic în aer liber (sistemul cabanelor). A inițiat în România învățământul și studiul complex al balneologiei, hidroterapiei, fizioterapiei și climatologiei medicale.
A studiat fenomenul de heliotermie.

## Opera principală
- Balneoterapia practică, 1949
- Tehnica hidro- și balneoterapiei, 1950